# Lennep
Lennep est une municipalité allemande, la deuxième plus grande de la ville de Remscheid en Allemagne, avec 25 440 habitants en 2008,. En tant qu'ancienne ville de la Ligue hanséatique et ville du district de Prusse, Lennep a longtemps été l'une des villes les plus importantes du Pays de Berg. Aujourd'hui la structure médiévale de la vieille ville de Lennep est l'un des 35 centres historiques de Rhénanie-du-Nord-Westphalie. Le centre-ville compte 116 maisons, y compris de nombreux bâtiments de style « baroque Bergisch » qui ont été construits après le grand incendie de 1746 et qui sont actuellement protégé.

## Sources